# Almut Gitter Jones
Almut Gitter Jones (Oldenburg, 8 settembre 1923 – Urbana, 12 ottobre 2013) è stata una botanica e micologa statunitense.

## Biografia
La Jones si laureò nel 1979 e quindi svolse attività accademica presso il Dipartimento di Biologia Vegetale dell'Università dell'Illinois a Urbana-Champaign.
Il 14 aprile 1968, sopravvisse a un incidente automobilistico, mentre, in conseguenza di questo, il suo marito e collega George Neville Jones morì il 14 giugno 1970.

## Opere principali

### Libri
- Aster and Brachyactis (Asteraceae) in Oklahoma, Sida, Botanical miscellany 8, Ed. illustrata, BRIT Press, 1992, 46 pp., ISBN 1889878219.
- Chromosomal Features as Generic Criteria in the Asteraceae, International Bureau for Plant Taxonomy and Nomenclaure, 1985, 11 pp.
- Taxonomy, Phytogeography and Biosystematy of Aster, Section Multiflori, Univ. of Illinois at Urbana-Champaign, 1973, 910 pp.